# Pat Schafhauser
Pat Schafhauser, né le 27 juillet 1971 à Saint Paul dans le Minnesota aux États-Unis, est un joueur helvético-américain de hockey sur glace. Après avoir joué au hockey en junior dans les rangs universitaires américains, il a joué une carrière professionnelle de joueur de hockey en Suisse avec des équipes de la LNA. En 1995, il est touché par une blessure à la colonne vertébrale qui le laisse paralysé et met fin à sa carrière.

## Biographie

### En club
En 1989, Pat Schafhauser est repêché par les Penguins de Pittsburgh aux 142e rang du repêchage. En 1989-1990, Schafhauser rejoint les rangs de la section de hockey sur glace masculin des Eagles de Boston College, équipe de Hockey East de la NCAA. Il reste avec cette équipe pendant deux ans, où il récolte dix points. En 1991, il quitte l'Amérique du Nord et prend la route de la Suisse pour se joindre à la formation du EV Zoug de la LNA. Lors de sa première saison, il y joue trente-neuf matchs et y marque quatre points. En 1994, il prend le chemin du HC Lugano. Il y joue pendant deux ans, lorsqu'au vingt-et-unième match de la saison 1995-1996, face au HC Davos, Schafhauser se blesse sérieusement, ce qui met fin à sa carrière à l'âge de vingt-quatre ans seulement. En effet, alors qu'il est à la lutte avec Oliver Roth, le joueur heurte la bande avec sa tête, ce qui le blesse sérieusement à la moelle épinière et le laisse paralysé à vie. À la suite de cet accident, le HC Lugano retire son numéro quatre et crée la Fondation Pat Schafhauser.

## Statistiques
| Saison             | Équipe                   | Ligue              |     | Saison régulière | Saison régulière | Saison régulière | Saison régulière | Saison régulière |   | Séries éliminatoires | Séries éliminatoires | Séries éliminatoires | Séries éliminatoires | Séries éliminatoires |
| Saison             | Équipe                   | Ligue              | PJ  | B                | A                | Pts              | Pun              | PJ               | B | A                    | Pts                  | Pun                  |                      |                      |
| 1989-1990          | Eagles de Boston College | HE                 | 39  | 1                | 6                | 7                | 30               |                  |   |                      |                      |                      |                      |                      |
| 1990-1991          | Eagles de Boston College | HE                 | 18  | 1                | 2                | 3                | 8                |                  |   |                      |                      |                      |                      |                      |
| 1991-1992          | EV Zoug                  | LNA                | 39  | 2                | 2                | 4                | 18               | 5                | 0 | 1                    | 1                    | 2                    |                      |                      |
| 1992-1993          | EV Zoug                  | LNA                | 36  | 3                | 4                | 7                | 24               | 5                | 0 | 0                    | 0                    | 4                    |                      |                      |
| 1993-1994          | EV Zoug                  | LNA                | 36  | 3                | 5                | 8                | 18               | 9                | 0 | 1                    | 1                    | 4                    |                      |                      |
| 1994-1995          | HC Lugano                | LNA                | 36  | 0                | 3                | 3                | 42               | 5                | 0 | 0                    | 0                    | 2                    |                      |                      |
| 1995-1996          | HC Lugano                | LNA                | 21  | 1                | 1                | 2                | 14               | -                | - | -                    | -                    | -                    |                      |                      |
| Totaux LNA         | Totaux LNA               | Totaux LNA         | 163 | 8                | 13               | 21               | 110              | 24               | 0 | 1                    | 1                    | 16                   |                      |                      |
| Totaux Hockey East | Totaux Hockey East       | Totaux Hockey East | 57  | 2                | 8                | 10               | 38               | -                | - | -                    | -                    | -                    |                      |                      |